# Dororon Enma-kun
Доророн Энма-кун (яп. ドロロンえん魔くん Маленький судья из ада), также известен под названием Сатаникус — японские манга и аниме в жанре комедии и ужасов.
Первая серия манги была создана Го Нагай и стала одной из самых известных его работ в Японии и за её пределами.
По сюжету манги было создано 2 аниме-сериала.
Первый сериал выходил по телеканалу Fuji TV с 4 октября 1973 года до 28 марта 1974 года.
Второй сериал «Dororon Enma-kun: Meeramera» выходил с 7 апреля 2011 года до 24 июня 2011.
Был создан также OVA-ремейк Demon Prince Enma, где сюжет и стиль персонажей радикально меняется. В 2011 году была выпущена манга — сиквел Satanikus ENMA Kerberos.

## Сюжет
Повелитель буддийского мира мёртвых Энма для восстановления равновесия между миром людей и миром демонов отправляет свой Адский патруль на землю, главная задача которых теперь ловить демонов, сбежавших в мир людей для гнусных целей. Во главе операции он ставит своего племянника, Энму-младшего по кличке Огненный, вместе с ним в мир людей отправилась подруга детства, снежная принцесса Юки-Онна — Юкико, мудрый демон — Старая шляпа и Каппа Каппаэру.
Вскоре новая команда прибыла на землю, устроила новую базу в подвале начальной школы Токио и приступила к новой службе. Так они сначала встретились со школьницей Харуми из 5 класса, которая вскоре подружилась с отрядом и тоже начала участвовать в заданиях. Новая команда дружно справляется с миссиями. Но в это время в мире демонов зреет заговор.

## Список персонажей
Энма-кун (яп. えん魔くん)
Сэйю : Масако Нодзава (1973): Ямагути Каппэй (2011)
Главный герой, племянник великого демона Энмы. Был послан как лидер группы, чтобы отыскивать демонов — отступников. Но вместо того, чтобы задерживать их, он чаще всего просто убивает их. У него длинные брови, с помощью которых он может ощущать поблизости присутствие других демонов. А также Энма владеет огненной стихией. В случае опасности он может преобразовать свой жезл в огромный молот.
Юкико-химэ (яп. 雪子姫)
Сэйю : Сакай Сумиэ (1973): Мамико Ното (2011)
Прекрасная снежная принцесса — Юки-Онна, у неё длинные голубые волосы и белое короткое кимоно. Влюблена в Энму, несмотря на то, что терпит всё время его взрывчатый и инфантильный характер. Владеет магией льда.
Капаэру (яп. カパエル)
Сэйю : Кимоцуки Канэта (1973): Такэхито Коясу (2011)
Каппаэру — водяной демон-каппа, по внешности похож на лягушку и черепаху, что его сильно раздражает. Гораздо слабее Энмы и Юкико, но всё равно помогает в бою.
Сяпподзи (яп. シャポーじい)
Сэйю : Такигути Дзюмпэй (1973): Минору Инаба (2011)
Старая шляпа — демон, которого носит Энма. Помогает ему и даёт мудрые советы.
Цутому (яп. ツトムくん)
Сэйю : Кондо Такако (1973): Руми Сисидо (2011)
Человек, ученик начальных классов, дружит с членами демонического патруля. Часто становится объектом для нападения демонов. В сериале 2011 года появляется редко.
Тобатири (яп. トバッチリ)
Сэйю : Симада Акира (1973): Даики Накамура (2011)
Учительница Цутому. У неё хорошо развито чувства юмора, что не мешает всё время кричать на Цутому.
Дракула (яп. ダラキュラ Даракура)
Сэйю : Камияма Такудзо (1973): Хидеюки Умэзу (2011)
Сбежавший демон, бездомный. Когда то давно был личным офицером великого Энмы. На протяжении сериала пытается убить Энму-куна.
Харуми (яп. ハルミ)
Сэйю : Кацура Реико (1973): Аяко Кавасуми (2011)
Подружка Цутому. В детстве потеряла мать и теперь живёт вместе с отцом в апартаментах. В сериале 2011 года является центральным персонажем вместо Цутому.
Великий король Энма (яп. 閻魔大王 Эмма Дао)
Сэйю : Хидэкацу Сибата (1973): Норио Вакамото (2011)
Повелитель мира демонов. Посылает своего племянника и его друзей на землю.
Энби-тян (яп. 艶靡ちゃん)
Сэйю : Руми Сисидо (2011)
Двоюродная сестра Энмы-куна. Главный персонаж спин-офф манги «Dororon Enbi-chan». А также антагонист в аниме-сериале 2011 года.

## Критика
Представитель сайта Anime News Network, Кар Кимлингер отметил, что несмотря на то, что сериал отмечен, как ужастик, он имеет увлекательный сюжет и рекомендован для просмотра детей. Просмотр каждой серии доставляется большое удовольствием, сам сериал насыщен глубоким юмором.

## Список эпизодов сериала 1973 года
| #  | Название                                                                                            | Дата выхода      |
| -- | --------------------------------------------------------------------------------------------------- | ---------------- |
| 1  | The fellows from hell «jigoku karakita yatsura» (地獄から来た奴ら)                                  | октябрь 4, 1973  |
| 2  | Fearful Yokai of the apartments «kyōfu no yōkai danchi» (恐怖の妖怪団地)                            | октябрь 11, 1973 |
| 3  | The rotten lake's great Yokai «kusatta kawa no dai yōkai» (くさった川の大妖怪)                      | октябрь 18, 1973 |
| 4  | Yokai Tatamimaiishi «yōkai tatamimaiishi» (妖怪たたみ返し)                                          | октябрь 25, 1973 |
| 5  | Beautiful roses have thorns «utsukushii bara nihatogegaaru» (美しいバラにはとげがある)              | ноябрь 1, 1973   |
| 6  | The Yokai's hell funeral «yōkai jigoku okuri» (妖怪地獄おくり)                                      | ноябрь 8, 1973   |
| 7  | Yokai Asunaro-Kozo «yōkai asunaro kozō» (妖怪あすなろ小僧)                                          | ноябрь 15, 1973  |
| 8  | Yokai Mimizuki «yōkai mimizuki» (妖怪耳ずき)                                                        | ноябрь 22, 1973  |
| 9  | Day of Japan's great explosion «nippon rettō dai bakuhatsu no hi» (日本列島大爆発の日)              | ноябрь 29, 1973  |
| 10 | Tears of the Yokai «yōkai no namida» (妖怪の涙)                                                     | декабрь 6, 1973  |
| 11 | Yokai Amejoro «yōkai ame jorō» (妖怪雨女郎)                                                         | декабрь 13, 1973 |
| 12 | Yokai Hihijii «yōkai hihi jii» (妖怪火々爺)                                                         | декабрь 20, 1973 |
| 13 | The three Yokai brothers «yōkai kamaitachi sankyōdai» (妖怪かまいたち三兄弟)                        | декабрь 27, 1973 |
| 14 | Eruption! Tsunami! Tokyo in a pinch «funka da! tsunami da! tōkyō pinchi» (噴火だ!津波だ!東京ピンチ) | январь 10, 1974  |
| 15 | Challenge! Enma-Daio «chōsen! enma daiō» (挑戦!えん魔大王)                                          | январь 17, 1974  |
| 16 | The great beast Zowashii «dai kaijū zōwashi» (大怪獣ゾウワシ)                                       | январь 24, 1974  |
| 17 | God mountain's great Yokai «narukami yama no dai yōkai» (なるかみ山の大妖怪)                        | январь 31, 1974  |
| 18 | Yokai Iyomanto's revenge «yōkai iyomanto no fukushū» (妖怪イヨマントの復讐)                         | февраль 7, 1974  |
| 19 | The sleeping Yokai «yōkai madoro min» (妖怪まどろ眠)                                                | февраль 14, 1974 |
| 20 | Yokai Kogarashi-Kozo «yōkai kogarashi kozō» (妖怪木枯し小僧)                                        | февраль 21, 1974 |
| 21 | The Yokai Dororon ship «goyōsen dororon gō» (御妖船ドロロン号)                                      | февраль 28, 1974 |
| 22 | The Yokai hell holiday house «yōkai jigoku bessō» (妖怪地獄別荘)                                    | март 7, 1974     |
| 23 | Daddy, the Yokai «yōkai tōchan» (妖怪父ちゃん)                                                      | март 14, 1974    |
| 24 | Yokai fish Kichigairyuu «yōkai kurutta ryuu gyo» (妖怪くるった竜魚)                                 | март 21, 1974    |
| 25 | Decisive Yokai battle «yōkai dai kessen» (妖怪大決戦)                                               | март 28, 1974    |

## Список эпизодов сериала 2011 года
| Ном. | Название эпизода | Дата выхода     |
| ---- | --- | --------------- |
| 01   | It's the Shōwa Era! Here comes Enma! Demons come forth! «Shōwa da! Enma da! Yōkai Shūgō!» (昭和だ!えん魔だ!妖怪集合!)                                                             | Апрель 8, 2011  |
| 02   | Demons Everywhere you Turn «Migi mo hidari mo yōkai-darake ja〜gozan sen ka» (右も左も妖怪だらけじゃ〜ござんせんか)                                                               | Апрель 15, 2011 |
| 03   | Bigger is Better? «Ōkii koto wa ii koto ka?» (大きいコトはイイことか?) | Апрель 22, 2011 |
| 04   | You're Her Dream «Anta ano ko no yume nano sa» (あんた あの子の夢なのさ) | Апрель 29, 2011 |
| 05   | An All-Girl's Competition in the Beehive...with Chappeauji? «On'na-darake no dai hachi no su taikai! Shappo jii mo oru kamo?» (女だらけの大ハチの巣大会! シャッポじいもおるかも?) | Май 6, 2011     |
| 06   | Roly-poly Shock «Atto Odoroku Gorogoro» (あっと驚くゴロゴロ～) | Май 13, 2011    |
| 07   | Let's Crawl our Way There «Nonbiri haou yo, Oira-tachi» (のんびり這おうよ、おいらたち)                                                                                            | Май 20, 2011    |
| 08   | Hey! Sit Still and Behave «Oyoyo! Jitto Gaman no Ko de atta» (およ妖! じっと我慢のコであった)                                                                                     | Май 27, 2011    |
| 09   | Warm and Toasty Mr. Tengu «Hokkahoka da yo Tengu-san» (ホッカホカだよ天狗さん) | Июнь 3, 2011    |
| 10   | Stop Them, Tengu-san! «Tomete Kureruna, Tengu-san!» (止めてくれるな、天狗さん) | Июнь 10, 2011   |
| 11   | That's Got Nothing to do with Me! «Atashi ni wa Kakawari no Nai Koto de gozansu!» (あたしにはかかわりのないことでござんす)                                                        | Июнь 17, 2011   |
| 12   | Until we Meet Again «Mata au Hi made» (股合う日まで) | Июнь 24, 2011   |